# 南城镇 (夏津县)
南城镇，是中华人民共和国山東省德州市夏津县下辖的一个乡镇级行政单位。

## 行政区划
南城镇下辖以下地区：
栾庄社区、蒋寨社区、中心社区、双王社区、南王社区、地寺社区、乔官屯社区、王仁社区、拐里社区、北大刘社区、刘洪石社区、朱庙社区、姚寨社区、张东吴庄村、白杨张庄村、丁坊村、银子王联村、双楼村、卢庄联村、张庄联村、红白庙村、朱庄村和赵坊联村。